# Halicryptus
Famille
Genre
Halicryptus est un genre de vers marins de l'embranchement des Priapulida, le seul de la famille des Halicryptidae.

## Liste desespèces
Selon WRMS
- Halicryptus higginsi Shirley & Storch, 1999
- Halicryptus spinulosus von Siebold, 1849

Halicryptus imbricatus et Halicryptus springulosus ne sont pas des espèces valides.